# HD 89024
HD 89024，又名BD+26 2064，SAO 81264、HR 4032，是一颗恒星，视星等为5.84，位于銀經206.9，銀緯55.4，其B1900.0坐标为赤經10h 11m 6.7s，赤緯+25° 55.4′ 7″。